# Еркенбрехтсвайлер
Еркенбрехтсвайлер (нім. Erkenbrechtsweiler) — громада в Німеччині, знаходиться в землі Баден-Вюртемберг. Підпорядковується адміністративному округу Штутгарт. Входить до складу району Есслінген.
Площа — 6,93 км2. Населення становить 2187 ос. (станом на 31 грудня 2020).